# 鄭綺
鄭綺（1499年—？），字汝文，號馬石，直隸徽州府歙縣人，民籍，明朝政治人物。官至云南按察司佥事。

## 生平
嘉靖十六年（1537年）丁酉科應天府鄉試第五十一名舉人。嘉靖二十六年（1547年）中式丁未科會試第八十名，登第三甲第一百八十名進士。都察院觀政，歷東陽縣知縣、大理寺评事、寺副、雲南佥事。

## 家族
曾祖鄭瓚，縣丞；祖父鄭惟仁；父鄭廷軒，母徐氏。子應開、應阅（生员）、應阆。

## 延伸阅读
[在维基数据编辑]